# Ghent Gators
I Ghent Gators sono una squadra di football americano di Gand, in Belgio.
Fondati nel 1999, hanno conquistato 1 volta il Belgian Bowl.

## Dettaglio stagioni

### Tornei nazionali

#### Campionato

##### BFL/BAFL/BAFL Elite
| Stagione | regular season | regular season | regular season | regular season | regular season | regular season | playoff | playoff | playoff | playoff | playoff | playoff   | playoff                       |
|          | Vin            | Par            | Per            | Tot            | PF             | PS             | Vin     | Per     | Tot     | PF      | PS      | risultato | avversaria                    |
| -------- | -------------- | -------------- | -------------- | -------------- | -------------- | -------------- | ------- | ------- | ------- | ------- | ------- | --------- | ----------------------------- |
| 2014     | 7              | 0              | 1              | 8              | 288            | 65             | 2       | 0       | 2       | 54      | 14      | Campioni  | Brussels Tigers               |
| 2015     | 6              | 0              | 1              | 7              | 216            | 57             | 0       | 1       | 1       | 22      | 24      | Wild Card | Waterloo Warriors             |
| 2016     | 2              | 0              | 4              | 6              | 86             | 119            | 1       | 1       | 2       | 52      | 40      | Wild Card | Grez-Doiceau Fighting Turtles |
| 2017     | 5              | 0              | 2              | 7              | 218            | 162            | -       | -       | -       | -       | -       | [ 1 ]     | -                             |
| 2020     | 0              | 0              | 4              | 4              | 24             | 173            | -       | -       | -       | -       | -       | -         | -                             |
| 2021     | 1              | 0              | 1              | 2              | 62             | 44             | -       | -       | -       | -       | -       | -         | -                             |
| Totale   | 21             | 0              | 13             | 34             | 894            | 620            | 3       | 2       | 5       | 128     | 78      |           |                               |

Fonti: Enciclopedia del Football - A cura di Roberto Mezzetti

##### BAFL National
| Stagione | regular season | regular season | regular season | regular season | regular season | regular season | playoff | playoff | playoff | playoff | playoff | playoff   | playoff    |
|          | Vin            | Par            | Per            | Tot            | PF             | PS             | Vin     | Per     | Tot     | PF      | PS      | risultato | avversaria |
| -------- | -------------- | -------------- | -------------- | -------------- | -------------- | -------------- | ------- | ------- | ------- | ------- | ------- | --------- | ---------- |
| 2019     | 6              | 0              | 0              | 6              | 282            | 58             | -       | -       | -       | -       | -       | Campioni  | -          |
| Totale   | 6              | 0              | 0              | 6              | 282            | 58             | -       | -       | -       | -       | -       |           |            |

Fonti: Enciclopedia del Football - A cura di Roberto Mezzetti

##### FAFL DII
| Stagione | regular season | regular season | regular season | regular season | regular season | regular season | playoff | playoff | playoff | playoff | playoff | playoff   | playoff       |
|          | Vin            | Par            | Per            | Tot            | PF             | PS             | Vin     | Per     | Tot     | PF      | PS      | risultato | avversaria    |
| -------- | -------------- | -------------- | -------------- | -------------- | -------------- | -------------- | ------- | ------- | ------- | ------- | ------- | --------- | ------------- |
| 2018     | 8              | 0              | 0              | 8              | 276            | 71             | 0       | 1       | 1       | 28      | 36      | FAFL Bowl | Izegem Tribes |
| Totale   | 8              | 0              | 0              | 8              | 276            | 71             | 0       | 1       | 1       | 28      | 36      |           |               |

Fonti: Enciclopedia del Football - A cura di Roberto Mezzetti

### Tornei internazionali

#### GFLI Atlantic Cup
| Stagione | regular season | regular season | regular season | regular season | regular season | regular season | playoff | playoff | playoff | playoff | playoff | playoff     | playoff                          |
|          | Vin            | Par            | Per            | Tot            | PF             | PS             | Vin     | Per     | Tot     | PF      | PS      | risultato   | avversaria                       |
| -------- | -------------- | -------------- | -------------- | -------------- | -------------- | -------------- | ------- | ------- | ------- | ------- | ------- | ----------- | -------------------------------- |
| 2015     | -              | -              | -              | -              | -              | -              | 1       | 1       | 2       | 40      | 39      | Terzo posto | Luxembourg Steelers of Dudelange |
| Totale   | -              | -              | -              | -              | -              | -              | 1       | 1       | 2       | 40      | 39      |             |                                  |

Fonti: Sito Eurobowl.info Archiviato il 19 ottobre 2017 in Internet Archive.

## Riepilogo fasi finali disputate
| Anno              | Luogo     | Evento            | Fase del torneo      | Incontro                                        | Risultato |
| 29 giugno 2014    | Izegem    | BFL               | Belgian Bowl         | Brussels Tigers - Ghent Gators                  | 0 - 38    |
| 7 giugno 2015     | Gand      | BAFL              | Wild Card            | Ghent Gators - Waterloo Warriors                | 22 - 24   |
| 27 settembre 2015 | Groninga  | GFLI Atlantic Cup | Finale 3º - 4º posto | Ghent Gators - Luxembourg Steelers of Dudelange | 26 - 12   |
| 5 giugno 2016     | Archennes | BAFL              | Wild Card            | Grez-Doiceau Fighting Turtles - Ghent Gators    | 40 - 34   |
| 10 giugno 2018    | Gand      | FAFL DII          | FAFL Bowl            | Ghent Gators - Izegem Tribes                    | 28 - 36   |

## Palmarès

### Titoli nazionali
- 1 Belgian Bowl (2014)
- 1 BAFL National Division (2019)